# Ismail Beligh
Ismail Beligh o Beligh Ismail (1668-1729) fou un historiador, poeta i prosopogràfec otomà de Brusa.
Era imam com el seu pare i va servir en oficis menors de la ciutat de Brusa excepte un breu càrrec a un tribunal a Tokat. Va escriure un diwan de poesia que no ha estat publicat. També va escriure biografies de sultans, prínceps, wazirs otomans, notables de Brusa, poetes, savis, músics, metges i altres personatges rellevants.

## Publicacions
- Güldeste-i riyâz-ı irfan ve vefayât-ı dânişverân-ı nâdiredan[3]